# 토비타 노부오
토비타 노부오(일본어: 飛田 展男, 1959년 11월 6일~ )는 일본의 성우이다.

## 출연작

### TV 애니메이션
1985년
- 기동전사 Z건담 (카미유 비단)

1986년
- 기동전사 건담ZZ (카미유 비단)

1987년
- 천계왕자 칭칭 (잇폰즈리테이)

1989년
- 바람의 전사 (키리카제)
- 초인 로크 - 로드레온 (로크)

1991년
- 금붕어 주의보 (아오이)

1992년
- 테카맨 블레이드 (테카맨 대거)
- 유유백서 (주작)

1993년
- 기동전사 V건담 (마티스 워커)
- 모두 착한 아이에요 (카라쿠사)
- 닌타마 란타로 (오오카와 헤이지 우즈마사(나중))

1994년
- 기동무투전 G건담 (우르베 이시카와)
- 용자경찰 제이데커(로봇수사대 K캅스) / 노이바 포르초이크

1995년
- 환상게임 (유저(토모))

1996년
- 기동신세기 건담X (도저 바로이)
- 기동전함 나데시코 (우리바타케 세이야)
- 세이버 마리오넷 J (케노비 오비이치)

1997년
- 열화의 염 (이시지마 도몬)

1998년
- 초기동전설 다이나기가 (사쿠라 마사오)
- 세이버 마리오넷 J to X (양명)

1999년
- 마이크로맨(에디슨)

2001년
- 코코로 도서관(미사토의 아버지)

2002년
- 베리베리 뮤우뮤우(미도리카와 에이자부로)

2003년
- 마법사에게 소중한것(이노우에 사쿠야)
- F-ZERO 팔콘전설(Dr. 스튜어트)

2004년
- 트랜스포머 에너존(벌크헤드)

2005년
- 작안의 샤나(단탈리온)

2006년
- 도키메키 메모리얼 Only Love(쿠로토카게 미사오)
- 러브겟CHU~미라클 성우백서~(토비타 노리오, 괴인 워셔)
- 블리치 (쿠로우도, 해설)
- 한글이 야호(조연다수(이원상))
- 코드기어스 반역의 를르슈(클로비스 라 브리타니아)

2007년
- 은혼 (동야호 선인)

2010년
- 박앵귀 (산난 케이스케)
- 스타 드라이버 빛의 타쿠토 (시부야 히데키 / 프로페서 실버)
- 디지몬 크로스워즈 (매드레오몬)

2011년
- 드래곤 크라이시스 (토쿠라)
- 마징카이저 SKL (고우다)

2012년
- 원피스 (페콤즈)
- 아빠 말 좀 들어라! (타카나시 신고)
- 죠죠의 기묘한 모험 (스트레이 초)
- 47 도도부견 (이바라키견)

### 특촬물
- 가면라이더
  - 덴오 (브래드 사커 이매진)

- 슈퍼전대 시리즈
  - 사무라이전대 신켄저 (아야카시 카게카무로)
  - 천장전대 고세이저 (브레드런·구성주의 브라지라)

### OVA
1989년
- 풍마의 코지로(키리카제)

1994년
- 나의 지구를 지켜줘(도바시 다이스케, 히이라기)

1995년
- 침묵의 함대(하야미 켄지)

2005년
- 박살천사 도쿠로(쟌스)

2006년
- 헬싱 (소좌)

2007년
- 박살천사 도쿠로 세컨드(쟌스)

### 극장판
1998년
- 기동전함 나데시코 극장판(우리바타케 세이야)

2005년
- 극장판 기동전사 Z건담 I,II,III (카미유 비단)

2005년
- 극장판 짱구는 못말려: 격돌! 낙서왕국과 얼추 네 명의 용사들 (식품 장관)

2022년
- 명탐정 코난: 할로윈의 신부 (카자미 유우야)

### 인터넷
2006년
- 아유마유 극장 (이부키 쥰)

### 게임
- 강철의 연금술사2 ~붉은 엘릭실의 악마~ (잭 클로리)
- 소녀혁명 우테나 언젠가 혁명이 되는 이야기 (아버지)

1988년
- 초절륜인 베라보맨 (블랙 베라보)

1992년
- 엘레멘탈 드래곤 TOWNS판 (아틀샨)
- 키아이단00 (佐倉猛)

1994년
- 포플 메일 메가CD판 (블래키)

1995년
- 꼬마 마루코 노려라! 남쪽의 아일랜드!! (마루오 스에오)
- 꼬마 마루코 대전 퍼즐 다마 (마루오 스에오)
- 꼬마 마루코 마루코 그림일기 월드 (마루오 스에오)

1996년
- 꼬마 마루코 마루코 디럭스 퀴즈 (마루오 스에오)
- 멀티랜서 ~은하소녀경찰2086~ (페저)

1997년
- 프린세스 메이커 3 꿈꾸는 요정 (마르카노)

1998년
- 리얼 로봇 파이널 어택 (카미유 비단)
- 트윈비 RPG (그리드)

1999년
- 야근병동 (히라사카 류지) : 郷野三郎 명의

2000년
- 헤키사문 가디언즈 (다이바 미츠루)

2002년
- 스타 워즈 로그 스코드론II (루크 스카이워커)
- 라 퓌셀 빛의 성녀 전설 (누와르)
- 선라이즈 영웅담2 (카미유 비단)
- 테일즈 오브 데스티니2 (카렐 베르셀리오스)
- 내 밑에서 발버둥쳐라 PC판 (야마구치 유키오)

2003년
- 마계전기 디스가이아 (고든)
- 파이널 판타지X-2 (사노)
- 아크 더 래드 정령의 황혼 (윈돌프)

2004년
- 시즈쿠 (츠키시마 타쿠야) : 타나카 다이스케 (田中大輔) 명의
- 결전III (아시카가 요시아키, 사이토 토시미츠)

2004년
- 마그나카르타 진홍의 성흔 (아사드)

2005년
- Another Century's Episode (카미유 비단)
- 기동전사 건담 SEED DESTINY GENERATION of C.E. (론드 기나 사하크)

2006년
- 야근병동 복각판+ (히라사카 류지) : 郷野三郎 명의
- 캡틴 날개 PS2판 (와카시마즈 켄)
- 파이널 판타지XII (베인)
- 작안의 샤나 PS2판 (“탐탐구구”단탈리온)

2007년
- 작안의 샤나 DS판 (“탐탐구구”단탈리온)
- 내 밑에서 발버둥쳐라 PS2판 (야마구치 유키오)

### 외화 더빙
- 범죄도시2 (박창수/이주원)